# せいら (モデル)
せいら（1990年7月18日 - ）は、日本のモデル。

## 来歴・人物
- 2011年、姉の田中優夏と共にSUPER GT「RAYBRIGレースクイーン」を務める。平成生まれの女性がRAYBRIGのレースクイーンに選ばれたのは彼女が初めてであった（2人目が森麻里菜、3人目が石黒エレナ）。翌2012年も引き続きRAYBRIGのレースクイーンを務めたが、相方が田中の所属事務所の後輩である森麻里菜に交代している。[要出典]
- 趣味は料理、ゴルフ、歌うこと。特技は空手[2]。
- レースクイーン卒業後の2013年3月限りでモデル活動を休業し[3]、同年5月、留学のためハワイへ渡航[4]。
- 留学終了後も暫くハワイに滞在し、2014年6月に帰国[5]。

## その他の活動
- スポーツ新聞6紙合同キャンペーンガールユニット『スクープ!?』サンケイスポーツ担当（2011年 - 2013年）
- 三栄書房『GOLF TODAY』GTバーディ's（2011年 - 2013年）